# Ángel eléctrico
«Ángel eléctrico» es una 
canción creada por Gustavo Cerati, Zeta Bosio y Charly Alberti e interpretada por el grupo musical de rock argentino Soda Stereo. La versión original fue lanzada en el año 1995, en el álbum de estudio titulado Sueño Stereo, como la octava pista.
Un año después, aparece la versión unplugged en el álbum Comfort y música para volar, como sexta pista. En la versión 2007 de este álbum, se encuentra como octava pista.

## Música
Con su sonido shoegazing, es la única canción del álbum de estudio que recuerda al trabajo anterior de la banda, Dynamo, con un sonido noise que recuerda a "En remolinos".
La versión original comienza con efectos de sonido y teclados hasta que comienza la batería y la guitarra eléctrica.
En la versión de Comfort y música para volar (el "unplugged experimental" de Soda Stereo) cambian varias cosas; para empezar, abandona el sonido original de shoegazing y cambia a un sonido más psicodélico; el comienzo (ahora guitarra eléctrica y teclado), la base de la batería, se destaca el bajo, no suena la guitarra eléctrica durante las 2 primeras estrofas y participan más los teclados. En esta versión, la línea "volví solo y cargado" es cambiada por "volví solo y cansado".

## Letra
De una manera metafórica, como en muchas de sus canciones, Cerati nos cuenta una historia de desamor y reconciliación. Para Cerati el "Ángel eléctrico" representaría toda la conjunción del desespero y lucha con el otro, similar a un rayo o relámpago (por eso la metáfora de ángel eléctrico) lo cual nos lo demuestra en pasajes de la canción como: "tengo estática y no querría lastimarte de nuevo, volví solo y cargado por la caída de otro ángel eléctrico", sin embargo al final de la canción, en la estrofa: "un nuevo acorde te hace mirarme a los ojos, aún tengo al sol para besar tu sombra, hoy caí al dejarte sola, ya pague por quebrar la calma", una frase emblemática y poética de la canción, nos lleva al plano de la reconciliación y el perdón. Es una manera muy particular, ingeniosa y poética de usar figuras creativas para contar una historia, que de otra manera, sería muy común. Al igual que muchas de las letras de Spinetta, son poesía llevada a la lírica musical.
Es posible que la guitarra sea causal de la letra, en directa relación a los sonidos de esta canción en particular y tan protagonista, y llevada al plano de una relación.